# Tracto vestibuloespinal
El tracto vestibulospinal es un tracto nervioso del sistema nervioso central. En concreto, es un componente del sistema extrapiramidal y se clasifica como componente de la vía media. Al igual que otras vías motoras descendentes, las fibras vestibuloespinales del tracto transmiten información de los núcleos a las neuronas motoras. Los núcleos vestibulares reciben información a través del nervio vestibulococlear sobre los cambios en la orientación de la cabeza. Los núcleos transmiten órdenes motoras a través del tracto vestibuloespinal. La función de estos comandos motores es alterar el tono muscular, extender y cambiar la posición de las extremidades y la cabeza con el objetivo de apoyar la postura y mantener el equilibrio del cuerpo y la cabeza.

## Clasificación
El tracto vestibulospinal forma parte del "sistema extrapiramidal" del sistema nervioso central. En anatomía humana, el sistema extrapiramidal es una red neuronal situada en el cerebro que forma parte del sistema motor implicado en la coordinación del movimiento. El sistema se denomina "extrapiramidal" para distinguirlo de los tractos de la corteza motora que alcanzan sus objetivos viajando a través de las "pirámides" de la médula. Las vías piramidales, como la corticoespinal y algunos tractos corticobulbares, pueden inervar directamente las neuronas motoras de la médula espinal o el tronco encefálico. Esto se observa en las células del asta anterior (ventral) o en ciertos núcleos de los nervios craneales. Mientras que el sistema extrapiramidal se centra en la modulación y regulación a través del control indirecto de las células del asta anterior (ventral). Los núcleos subcorticales extrapiramidales incluyen la sustancia negra, el caudado, el putamen, el globo pálido, el tálamo, el núcleo rojo y el núcleo subtalámico.
Tradicionalmente se pensaba que el sistema extrapiramidal funcionaba de forma totalmente independiente del sistema piramidal. Sin embargo, investigaciones más recientes han permitido comprender mejor la integración del control motor. El control motor de los sistemas piramidal y extrapiramidal se retroalimenta ampliamente y está muy interconectado. Una clasificación más adecuada de los núcleos y tractos motores sería por sus funciones. Desglosadas por funciones, existen dos vías principales: la medial y la lateral. La vía medial ayuda a controlar los movimientos gruesos de las extremidades proximales y el tronco. La vía lateral ayuda a controlar los movimientos precisos de la porción distal de las extremidades. El tracto vestibuloespinal, así como los tractos tectospinal y reticuloespinal son ejemplos de componentes de la vía medial.

## Función
El tracto vestibuloespinal forma parte del sistema vestibular del SNC. La función principal del sistema vestibular es mantener la coordinación de la cabeza y los ojos, la postura erguida y el equilibrio, y la percepción consciente de la orientación espacial y el movimiento. El sistema vestibular es capaz de responder correctamente registrando la información sensorial procedente de las células ciliadas del laberinto del oído interno. A continuación, los núcleos que reciben estas señales se proyectan hacia los músculos extraoculares, la médula espinal y la corteza cerebral para ejecutar estas funciones.
Una de estas proyecciones, el tracto vestibuloespinal, es responsable de la postura erguida y la estabilización de la cabeza. Cuando las neuronas sensoriales vestibulares detectan pequeños movimientos del cuerpo, el tracto vestibuloespinal envía señales motoras a músculos específicos para contrarrestar estos movimientos y volver a estabilizar el cuerpo. 
El tracto vestibuloespinal es un tracto de neuronas motoras superiores que consta de dos subvías:
- El tracto vestibulospinal medial se proyecta bilateralmente desde el núcleo vestibular medial dentro del fascículo longitudinal medial hasta las astas ventrales en la médula cervical superior (vértebra C6).[5] Promueve la estabilización de la posición de la cabeza inervando los músculos del cuello, lo que ayuda a la coordinación de la cabeza y al movimiento de los ojos. Su función es similar a la del tracto tectospinal.
- El tracto vestibulospinal lateral proporciona señales excitatorias a las interneuronas, que transmiten la señal a las motoneuronas de los músculos antigravitatorios.[6] Estos músculos antigravitatorios son músculos extensores de las piernas que ayudan a mantener la postura erguida y equilibrada.

## Anatomía

### Tracto vestibuloespinal lateral
El tracto vestibuloespinal lateral es un grupo de motoneuronas extrapiramidales descendentes, o fibras nerviosas eferentes. Este tracto se encuentra en el funículo lateral, un haz de raíces nerviosas de la médula espinal. El tracto vestibulospinal lateral se origina en el núcleo vestibular lateral o núcleo de Deiters en la protuberancia. El núcleo de Deiters se extiende desde la unión pontomedular hasta el nivel del núcleo del nervio abducens en la protuberancia.
Las fibras vestibulospinales laterales descienden sin cruzarse, o ipsilaterales, en la porción anterior del funículo lateral de la médula espinal. Las fibras recorren toda la longitud de la médula espinal y terminan en las interneuronas de las láminas VII y VIII. Además, algunas neuronas terminan directamente en las dendritas de las motoneuronas alfa de las mismas láminas.

### Tracto vestibuloespinal medial
El tracto vestibulospinal medial es un grupo de motoneuronas extrapiramidales descendentes o fibras eferentes que se encuentran en el funículo anterior, un haz de raíces nerviosas de la médula espinal. El tracto vestibulospinal medial se origina en el núcleo vestibular medial o núcleo de Schwalbe, que se extiende desde el extremo rostral del núcleo olivar inferior del bulbo raquídeo hasta la porción caudal de la protuberancia.
Las fibras vestibulospinales mediales se unen con el fascículo longitudinal medial ipsilateral y contralateral, y descienden en el funículo anterior de la médula espinal. Las fibras descienden por el funículo anterior hasta los segmentos cervicales de la médula espinal y terminan en neuronas de las láminas VII y VIII. A diferencia del tracto vestibulospinal lateral, el tracto vestibulospinal medial inerva los músculos que sostienen la cabeza. Como resultado, las fibras vestibulospinales mediales descienden sólo hasta los segmentos cervicales de la médula.

## Reflejos
El reflejo vestibuloespinal utiliza los órganos vestibulares y los músculos esqueléticos para mantener el equilibrio, la postura y la estabilidad en un entorno con gravedad. Estos reflejos pueden dividirse en reflejo dinámico, reflejo estático o reflejo tónico. También se pueden clasificar según la entrada sensorial en canales, otolitos o ambos. El término reflejo vestibuloespinal se utiliza con más frecuencia cuando la entrada sensorial evoca una respuesta del sistema muscular por debajo del cuello. Estos reflejos son importantes para el mantenimiento de la homeostasis.

## Ejemplo de reflejo vestibuloespinal
1. La cabeza se inclina hacia un lado, lo que estimula tanto los canales como los otolitos.
2. Este movimiento estimula el nervio vestibular y el núcleo vestibular.
3. Estos impulsos se transmiten por los tractos vestibuloespinales lateral y medial hasta la médula espinal.
4. La médula espinal induce efectos extensores en el músculo del lado del cuello hacia el que se inclina la cabeza, y efectos flexores en el músculo del lado del cuello alejado de la dirección de la cabeza desplazada.

## Reflejo laberíntico tónico
El reflejo tónico laberíntico (TLR, por sus siglas en inglés) es un reflejo que está presente en los recién nacidos justo después de nacer y que debería estar completamente inhibido a los 3,5 años. Este reflejo ayuda al bebé a dominar los movimientos de la cabeza y el cuello fuera del útero, así como el concepto de gravedad. El aumento del tono muscular, el desarrollo de los sentidos propioceptivo y vestibular y las oportunidades de practicar con el equilibrio son consecuencias de este reflejo. Durante la primera infancia, el reflejo tónico laberíntico madura y se convierte en un reflejo vestibuloespinal más desarrollado que ayuda con la postura, la alineación de la cabeza y el equilibrio.
El reflejo tónico laberíntico se presenta en dos formas.
1. Hacia delante: Cuando la cabeza se inclina hacia delante, todo el cuerpo, brazos, piernas y torso se encogen para formar la posición fetal.
2. Hacia atrás: Cuando la cabeza se dobla hacia atrás, todo el cuerpo, brazos, piernas y torso se enderezan y extienden.

### Reflejo de giro a la derecha
El reflejo de enderezamiento es otro tipo de reflejo. Este reflejo devuelve la cabeza o el cuerpo a su posición "normal" en respuesta a un cambio en la posición de la cabeza o el cuerpo. Un ejemplo común de este reflejo es el de los gatos, que les permite orientarse para caer de pie. Este reflejo se inicia con información sensorial procedente de los sistemas vestibular, visual y somatosensorial, por lo que no es sólo un reflejo vestibuloespinal.

## Daños
Una persona normal se balancea de un lado a otro cuando tiene los ojos cerrados. Esto se debe a que el reflejo vestibuloespinal funciona correctamente. Cuando una persona se balancea hacia el lado izquierdo, el tracto vestibuloespinal lateral izquierdo se activa para devolver el cuerpo a la línea media. Generalmente, los daños en el sistema vestibuloespinal provocan ataxia e inestabilidad postural. Por ejemplo, si se produce un daño unilateral en el nervio vestibulococlear, el núcleo vestibular lateral, los canales semicirculares o el tracto vestibuloespinal lateral, es probable que la persona se balancee hacia ese lado y se caiga al caminar. Esto ocurre porque el lado sano "domina" al lado débil de forma que la persona se desviará y caerá hacia el lado lesionado. La posible aparición temprana del daño puede observarse mediante una prueba de Romberg positiva. Los pacientes con daño bilateral o unilateral del sistema vestibular probablemente recuperarán la estabilidad postural en el transcurso de semanas y meses mediante un proceso denominado compensación vestibular. Este proceso probablemente esté relacionado con una mayor dependencia de otra información sensorial.

## Investigaciones actuales y futuras
- Investigaciones recientes han demostrado que los daños en el tracto vestibuloespinal medial alteran el potencial miogénico evocado vestibular en el músculo esternocleidomastoideo (MEC),[12][13] que interviene en la rotación de la cabeza. El potencial miogénico evocado vestibular es una evaluación del reflejo sacro-cólico y una prueba de la función de los órganos otolíticos. Además, las lesiones del tracto deterioran la señalización de las fibras eferentes ascendentes, lo que provoca nistagmo.[12][13]
- También se han realizado investigaciones recientes para determinar si existe una diferencia en la función vestibulospinal cuando hay daño en el nervio vestibular superior en comparación con el nervio vestibular inferior y viceversa. Definieron la función vestibuloespinal por la capacidad de tener una postura adecuada, así como por los mareos autoinformados. Los resultados se determinaron utilizando la prueba de organización sensorial (SOT) de la posturografía dinámica informatizada (CDP), así como el inventario de minusvalías por vértigo (DHI). Se determinó que los sujetos con el nervio espinal inferior dañado obtuvieron peores resultados en la prueba de postura que el grupo de control, pero obtuvieron mejores resultados que los pacientes con el nervio vestibulococlear superior dañado. Con esto determinaron que el nervio vestibular superior desempeña un papel mayor en el equilibrio que el nervio vestibulococlear inferior, pero que ambos desempeñan un papel. En cuanto al DHI, se concluyó que no había diferencias entre los pacientes con las dos deficiencias.[14]
- La compensación vestibular tras una lesión unilateral o bilateral del sistema vestibular puede lograrse mediante la adición y la sustitución sensoriales. La sustitución sensorial se produce cuando cualquier función vestibular restante, la visión o el tacto ligero de una superficie estable sustituyen a la función perdida. El balanceo postural y la ataxia de la marcha pueden reducirse aumentando la información sensorial para controlar el equilibrio. Investigaciones recientes han demostrado que tan sólo 100 gramos de toque ligero de la yema de un dedo pueden proporcionar suficiente referencia sensorial para reducir el balanceo y la ataxia durante la marcha.[11]